# Хронологична таблица за откриване и изследване на Южна Америка
| Години                            | Име на откривател, изследовател                        | Направени открития и изследвания | Изследванията засягат следните съвременни държави               |
| --------------------------------- | ------------------------------------------------------ | --- | --------------------------------------------------------------- |
| 1 август 1498                     | Дея Янакиесва                                          | Откриване на участък от карибското крайбрежие на Южна Америка, делтата на Ориноко и полуостровите Парая и Арая | Венецуела                                                       |
| юни 1499                          | Педро Алонсо Ниньо, Кристобал Гера                     | Откриване на участък от карибското крайбрежие на Южна Америка на запад от полуостров Арая до нос Кодера (10°35′ с. ш. 66°00′ з. д. / 10.583333° с. ш. 66° з. д.), в т.ч. залива Карияко (10°30′ с. ш. 63°55′ з. д. / 10.5° с. ш. 63.916667° з. д., на юг от п-ов Арая) | Венецуела                                                       |
| юли-август 1499                   | Алонсо де Охеда, Америко Веспучи                       | Откриване на бреговете на Гвиана от 54º до 60º з.д. (делтата на Ориноко) и брега на Венецуела от 66º до 72º 10` з.д. – нос Ла Вела. Откриване на залива Тристе (10°45′ с. ш. 68°15′ з. д. / 10.75° с. ш. 68.25° з. д.), остров Кюрасао (12°10′ с. ш. 69°00′ з. д. / 12.166667° с. ш. 69° з. д.), остров Аруба (12°30′ с. ш. 70°00′ з. д. / 12.5° с. ш. 70° з. д.), полуостров Парагуана (11°55′ с. ш. 70°00′ з. д. / 11.916667° с. ш. 70° з. д.), Венецуелския залив, лагуната Маракайбо (9°50′ с. ш. 71°30′ з. д. / 9.833333° с. ш. 71.5° з. д.) и полуостров Гуахира (12°00′ с. ш. 71°40′ з. д. / 12° с. ш. 71.666667° з. д.). | Суринам, Гвиана, Венецуела                                      |
| януари-февруари 1500              | Висенте Пинсон                                         | Откриване на около 3000 км от североизточното крайбрежие на Бразилия, делтата на река Амазонка и брега на днешната Френска Гвиана | Бразилия, Френска Гвиана                                        |
| февруари-май 1500                 | Диего Лепе                                             | Откриване на участък от източния бряг на Бразилия между 5° 30' и 9° 30' ю.ш. Вторично откриване на североизточното крайбрежие на Бразилия, Френска Гвиана, Суринам и Гвиана. Първо плаване на 400 км нагоре по река Амазонка | Бразилия, Френска Гвиана, Суринам, Гвиана                       |
| април 1500                        | Педру Алвариш Кабрал                                   | Откриване на участък от източното крайбрежие на Бразилия на 17° ю.ш. и обявяване на тази земя Terra da Vera Cruz за португалска територия | Бразилия                                                        |
| 1500 – 1501                       | Алонсо Велес де Мендоса                                | Откриване на участък от източното крайбрежие на Бразилия между 6º 50`ю.ш. (нос Кабо Бранко) и 16º ю.ш., в т.ч. устието на река Сан Франсиску, залива Баия (Тодус ус Сантус, 12°50′ ю. ш. 38°40′ з. д. / 12.833333° ю. ш. 38.666667° з. д.) и устието на река Жекитиньоня | Бразилия                                                        |
| 1501                              | Родриго де Бастидас, Васко Нунес де Балбоа             | Завършване на откриването на карибското крайбрежие на Южна Америка (повече от 1000 км) от полуостров Гуахира до залива Дариен (9°00′ с. ш. 77°00′ з. д. / 9° с. ш. 77° з. д.), в т.ч. планинския масив Сиера Невада де Санта Марта, устията на реките Магдалена и Сину, вливаща се в залива Мороскиля (9°35′ с. ш. 75°45′ з. д. / 9.583333° с. ш. 75.75° з. д.), на 76º з.д. – о-вите Сан Бернардо, залива Ураба (южната част на залива Дариен) и част от панамското крайбрежие до 77º 30` з.д. | Колумбия, Панама                                                |
| 1501                              | Жоао да Нова                                           | Откриване на островите Триндади (20°31′ ю. ш. 29°19′ з. д. / 20.516667° ю. ш. 29.316667° з. д.) и Мартин Вас (20°28′ ю. ш. 28°51′ з. д. / 20.466667° ю. ш. 28.85° з. д.) в Атлантическия океан | Бразилия                                                        |
| 1501 – 1502                       | Гонсалу Коелю, Америго Веспучи                         | Откриване брега на Бразилия от 16º до 25º ю.ш., в т.ч. залива Гуанабара (1 януари 1502, 22°52′ ю. ш. 43°10′ з. д. / 22.866667° ю. ш. 43.166667° з. д.). Откриване в Атлантическия океан на остров Фернанду ди Нороня 3°51′ ю. ш. 32°25′ з. д. / 3.85° ю. ш. 32.416667° з. д. и вторично откриване на острав Триндади 20°30′ ю. ш. 29°20′ з. д. / 20.5° ю. ш. 29.333333° з. д. | Бразилия                                                        |
| 1511                              | Гарсия де Нороня (1479 – 1540)                         | Откриване на островите Сао Паулу и Сао Педру (0°55′ ю. ш. 29°21′ з. д. / 0.916667° ю. ш. 29.35° з. д.) в Атлантическия океан | Бразилия                                                        |
| 1513                              | Васко Нунес де Балбоа                                  | Пресичане на Панамския провлак от Карибско море и достигане на 29 септември до залива Сан Мигел (8°20′ с. ш. 78°20′ з. д. / 8.333333° с. ш. 78.333333° з. д. от Панамския залив). Откриване на „Южното море“ (Тихия океан) | Панама                                                          |
| 1515 – 1516                       | Хуан Диас де Солис, Алежу Гарсия                       | Откриване на крайбрежието на Южна Америка на юг от 25° ю.ш., в т.ч. остров Санта Катарина (27°36′ ю. ш. 48°29′ з. д. / 27.6° ю. ш. 48.483333° з. д.), бреговете на Уругвай и част от браговете на Аржентина с естуара Ла Плата и устията на реките Уругвай и Парана | Бразилия, Уругвай, Аржентина                                    |
| 1520                              | Фернандо Магелан                                       | Откриване бреговете на Аржентина на юг от естуара Ла Плата и бреговете на Патагония, в т.ч. залива Сан Матиас (41°32′ ю. ш. 64°28′ з. д. / 41.533333° ю. ш. 64.466667° з. д.), залива Сан Хорхе (46°00′ ю. ш. 66°25′ з. д. / 46° ю. ш. 66.416667° з. д.), залива Сан Хулиан (49°15′ ю. ш. 67°47′ з. д. / 49.25° ю. ш. 67.783333° з. д.) и устието на река Санта Крус. Откриване на Магелановия проток и северното крайбрежие на Огнена Земя | Аржентина, Чили                                                 |
| 1522                              | Паскуал де Андагоя                                     | Откриване на западното крайбрежие на Южна Америка от Панамския залив до 4º 30` с.ш., в т.ч. крайбрежния хребет Серрания де Баудо, заливите Купика (6°30′ с. ш. 77°25′ з. д. / 6.5° с. ш. 77.416667° з. д.) и Тибуга (5°45′ с. ш. 77°27′ з. д. / 5.75° с. ш. 77.45° з. д.), нос Кориентес (5°30′ с. ш. 77°30′ з. д. / 5.5° с. ш. 77.5° з. д.), заблатената низина и делтата на река Сан Хуан и залива Буенавентура (3°45′ с. ш. 77°20′ з. д. / 3.75° с. ш. 77.333333° з. д.). Първи сведения за империята на инките в Перу | Панама, Колумбия                                                |
| 1524 – 1525                       | Алежу Гарсия                                           | Първо навлизане във вътрешността на Южна Америка. Пресичане на крайбрежните хребети Серра ду Мар и Серра Жерал по долината на река Игуасу и достигане до река Парана. Откриване на водопада Игуасу. Първо пресичане на реките Парана и Парагвай, централната част на Ла Платската низина, равнината Гран Чако и първо проникване в предпланините на Андите – областта Чукисака (горното течение на река Рио Пилкомайо в днешна Боливия) | Бразилия, Парагвай, Аржентина, Боливия                          |
| 1526                              | Бартоломе Руис                                         | Откриване на около 800 км от тихоокеанското крайбрежие на Южна Америка между 4º 30' с.ш. и 1º ю.ш. (залива Манта), в т.ч. делтата на река Патия, залива Тумако (1º 52` с.ш.) и връх Чимборасо (6272 м). Потвърждаване на сведенията за богатствата на империята на инките | Колумбия, Еквадор                                               |
| 1526                              | Крищован Жакиш                                         | Основаване на първото португалско селище в Бразилия – Ресифе, сега административен център на щата Пернамбуку | Бразилия                                                        |
| 1526 – 1527                       | Франсиско Писаро, Бартоломе Руис                       | Откриване на западното крайбрежие на Южна Америка между 1º ю.ш. и 8º ю.ш., в т.ч. залива Гуаякил (3°00′ ю. ш. 80°40′ з. д. / 3° ю. ш. 80.666667° з. д.) | Еквадор, Перу                                                   |
| 1527 – 1529                       | Себастиан Кабот                                        | Откриване на цялото долно и средно течение на река Парана и долното течение на река Парагвай | Аржентина, Парагвай, Бразилия                                   |
| 1529 – 1533                       | Амброзиус Ехингер                                      | Извършване на два похода (1529 – 1530 и 1531 – 1533) покрай езерото Маракайбо и хребета Сиера де Периха към долното течение на река Магдалена | Венецуела, Колумбия                                             |
| 1530 – 1531                       | Николаус Федерман                                      | Поход от Коро на юг и откриване на платото Сеговия, хребета Кордилера де Мерида и долините на реките Кохедес (ляв приток на Португеса, от басейна на Ориноко) и Португеса (ляв приток на Апуре, от басейна на Ориноко) | Венецуела                                                       |
| 1531 – 1532                       | Диего де Ордас                                         | Първо плаване на 1500 км нагоре по течението на река Ориноко и откриване на устията на реките Карони, Каура, Апуре, Мета и други | Венецуела                                                       |
| 1531 – 1532                       | Мартин Афонсу Соуза                                    | основаване на град Рио де Жанейро и на първия административен център на Бразилия Сан Висенти (22 януари 1532, 23°51′ ю. ш. 43°20′ з. д. / 23.85° ю. ш. 43.333333° з. д.) | Бразилия                                                        |
| 1532 – 1534                       | Франсиско Писаро                                       | Заваюване на Перу. Откриване на Перуанските и Екваториалните Анди и горното течение на река Мараньон | Перу                                                            |
| 1533                              | Ернандо Писаро                                         | Откриване на около 200 км от тихоокеанското крайбрежие на Перу между 10° 30' и 12° 30' ю.ш. | Перу                                                            |
| 1533 – 1534                       | Педро де Ередиа, Хуан Сесар                            | Първи поход в Северозападните Анди. Откриване Западните и Централните Кордилери и река Сину, вливаща се от изток в Дариенския залив. Сесар открива река Каука, ляв приток на Магдалена | Колумбия                                                        |
| 1533 – 1534                       | Ерера                                                  | Второ плаване нагоре по течението на река Ориноко и по цялото течение (1100 км) на река Мета | Венецуела, Колумбия                                             |
| 1534                              | Себастиян де Белалкасар                                | Завладяване на 22 юни на град Кито | Еквадор                                                         |
| 1535                              | Фрай Томас де Берланга                                 | Откриване на 10 март на Галапагоските острови | Еквадор                                                         |
| 1535                              | Дуарте Коелю                                           | Откриване и изследване на долното течение на река Сан Франсиску | Бразилия                                                        |
| 1535 – 1537                       | Диего де Алмагро                                       | Чилийски поход. Откриване на платото Пуна, езерата Титикака и Поопо, река Чидоано (от басейна на река Рио Саладо), реките Копяпо и Мауле, а на обратния път пустинята Атакама | Боливия, Аржентина, Чили                                        |
| 1535 – 1538                       | Георг Хоермут фон Шпеер, Филип фон Гутен (1510 – 1546) | Поход през Лянос-Ориноко. Откриване на планината Кордилера де Мерида и средните течения на реките Баркисимето, Кохедес, Апуре, Араука, Мета и Гуавяре | Венецуела, Колумбия                                             |
| 1536 – 1537                       | Хуан де Айолас, Доминго де Ирала                       | Откриване на средното и горно течение на река Парагвай до 21º ю.ш. и основаване на градовете Корумба (2 февруари 1537) и Асунсион (15 август 1537). Първо проникване в северната част на областта Гран Чако (Чако Бореал) до Източните Кордилери | Парагвай, Бразилия, Боливия                                     |
| 1536 – 1538                       | Гонсало де Кесада                                      | Първо плаване нагоре по река Магдалена, дълбоко навлизане в Колумбийските Анди и достигане до платото Кундинамарка, където на 6 август 1538 основава град Богота | Колумбия                                                        |
| 1536 – 1539                       | Себастиян де Белалкасар                                | Откриване и завоюване на горното течение на река Каука (ляв приток на Магдалена), Централните Кордилери и река Магдалена и достигане до платото Кундинамарка | Колумбия                                                        |
| 1536 – 1539                       | Николаус Федерман                                      | Първо преминава по източните склонове на Кордилерите, пресичане на Източните Анди и реките Мета и Касанаре и през февруари 1539 достигане от изток до Богота | Колумбия                                                        |
| 1537                              | Доминго де Ирала                                       | Откриване на долното течение на река Рио Пилкомайо и първо плаване по река Парагвай от Асунсион до устието на река Куяба (18º ю.ш.) | Аржентина, Парагвай, Бразилия                                   |
| 1537                              | Франсиско де Ореляна                                   | Основаване на град Гуаякил в Еквадор | Еквадор                                                         |
| 1539                              | Паскуал де Андагоя                                     | Откриване на най-удобния и кратък търговски път от платото Кундинамарка до Тихия океан през Централните и Западните Кордилери, по долината на река Каука до залива Буенавентура | Колумбия                                                        |
| 1540                              | Антонио Камарго                                        | Второ плаване в Магелановия проток от изток на запад и откриване на около 5000 км от тихоокеанското крайбрежие на Южна Америка от западния вход на Магелановия проток на юг до 12° 30' ю.ш. на север | Чили, Перу                                                      |
| 1540 – 1552                       | Педро де Валдивия, Хуан Баутиста Пастене               | Завършване на откриването на Средно Чили и основаване на градовете Сантяго де Чиле (12 февруари 1541), Ла Серена и Валпарайсо (1544), Консепсион (5 октомври 1550), Империал (1551), Валдивия (февруари 1552) и др. | Чили                                                            |
| 1541                              | Франсиско Камарго                                      | Откриване на североизточното и южно крайбрежие на остров Огнена Земя | Аржентина, Чили                                                 |
| 1541 – 1542                       | Гонсало Писаро                                         | Първи поход през Екваториалните Анди в долината на река Амазонка и откриване на река Напо (ляв приток на Амазонка) | Еквадор, Перу                                                   |
| 1541 – 1542                       | Франсиско де Ореляна                                   | Плаване надолу по река Напо и по река Амазонка до Атлантическия океан. Откриване устията на реките Журуа, Рио Негро, река Мадейра и други притоци на Амазонка. Първо пресичане на Южна Америка в най-широкта ѝ част от запад на изток | Еквадор, Перу, Бразилия                                         |
| 1541 – 1544                       | Алвар Нунес Кабеса де Вака                             | Пресичане на южната част на Бразилската рланинска земя (Серра ду Мар) и вторично откриване на река Игуасу с водопада Игуасу, средното течение на река Парана и междуречието Парана – Парагвай. Изкачване по средното и горно течение на река Парагвай на 500 км от Асунсион и откриване на огромната блатиста низина Пантанал и южните части на платото Мату Гросу | Бразилия, Аржентина, Парагвай                                   |
| 1541 – 1546                       | Филип фон Гутен                                        | Първи поход в басейна на река Инирида (ляв приток на Ориноко) | Венецуела, Колумбия                                             |
| 1543                              | Доминго де Ирала                                       | Откриване и описване на около 600 км от течението на река Парана от водопада Сети Кедас (24º ю.ш.) до устието на река Тиете (21º ю.ш.) | Аржентина, Бразилия                                             |
| 1544                              | Хуан Баутиста Пастене                                  | Откриване на северната част на Чилийския архипелаг, протока Чакао, остров Чилое и заливите Анкуд, Корковадо и Гуафо | Чили                                                            |
| 1548                              | Доминго де Ирала                                       | Откриване пътя от Ла Плата за Перу. Пресичане на областта Гран Чако и Боливийското плато и достигане до изворите на река Пилкомайо | Парагвай, Аржентина, Боливия                                    |
| 1549                              | Томе Соуза                                             | Основаване на град Салвадор (Баия) първата столица на Бразилия (1549 – 1763) | Бразилия                                                        |
| 1550 – 1592                       | испански конкистадори                                  | Проникване и опознаване на Средно Чили на юг до 42° ю.ш. и основаване на град Осорно (1558, 40°34′ ю. ш. 73°08′ з. д. / 40.566667° ю. ш. 73.133333° з. д.). Пресичане на Чилийско-Аржентинските Анди, откриване, опознаване и завладяване на източните им склонове и основаване на градовете Сантяго дел Естеро (1553, 27°47′ ю. ш. 64°16′ з. д. / 27.783333° ю. ш. 64.266667° з. д.), Мендоса (1560, 32°53′ ю. ш. 68°51′ з. д. / 32.883333° ю. ш. 68.85° з. д.), Сан Хуан (1561, 31°32′ ю. ш. 68°32′ з. д. / 31.533333° ю. ш. 68.533333° з. д.), Тукуман (1565, 26°48′ ю. ш. 65°13′ з. д. / 26.8° ю. ш. 65.216667° з. д.), Кордоба (1573, 31°25′ ю. ш. 64°11′ з. д. / 31.416667° ю. ш. 64.183333° з. д.), Сан Салвадор де Хухуй (1592, 24°11′ ю. ш. 65°18′ з. д. / 24.183333° ю. ш. 65.3° з. д.). Проникване, опознаване и завладяване на североизточните склонове на Перуанските Анди, откриване на реките Мантаро, Апуримак, Ене, Тамбо, Урубамба и Укаяли и основаване на множество испански селища в района, в т.ч. центърът на едно от най-големите находища на живак в света – Хуанкавелика (1572, 12°47′ ю. ш. 74°59′ з. д. / 12.783333° ю. ш. 74.983333° з. д.)                                                     | Чили, Аржентина, Перу                                           |
| 1554                              | мисионери-йезуити                                      | Основаване на Сао Пауло | Бразилия                                                        |
| 1555 – 1560                       | Никола Дюран Вилганьон (1510 – 1571)                   | Изследване на залива Гуанабара и основавене на френска колония в Бразилия | Бразилия                                                        |
| 1557 – 1558                       | Хуан Ладрилеро                                         | Изследване на крайбрежието на Южно Чили и откриване на архипелага Чонос, п-ов Тайтао (46°16′ ю. ш. 74°30′ з. д. / 46.266667° ю. ш. 74.5° з. д.) с югозападния му п-ов Трес Монтес и залива Пеняс (47°15′ ю. ш. 75°00′ з. д. / 47.25° ю. ш. 75° з. д.). Първо преминаване през Магелановия проток от запад на изток | Чили                                                            |
| 1560                              | Педро де Урсуа, Лопе де Агире                          | Откриване на река Уаляга и плаване надолу по нея и по река Мараньон до средното течение на Амазонка | Перу, Бразилия                                                  |
| 1560 – 1561                       | Лопе де Агире                                          | Първо плаване нагоре по река Рио Негро, откриване бифуркацията на река Ориноко – река Касикияре и плаване надолу по Ориноко до океана | Бразилия, Венецуела                                             |
| 60-70-те години на ХVІ в.         | паулисти (жители на град Сао Пауло)                    | Откриване и изследване басейна на река Сан Франсиску | Бразилия                                                        |
| 1565                              | Жоао Мен ди Са                                         | Основаване на Рио де Жанейро | Бразилия                                                        |
| 70-те на ХVІ в. – 1615            | френски колонисти                                      | Основаване на град Сао Луиш и откриване и изследване на басейна на реките Меарин и Итапекуру, вливащи се с общо устие до основания град | Бразилия                                                        |
| 1574                              | Хуан Фернандес                                         | Откриване на о-вите Хуан Фернандес (островите Робинзон Крузо – 33°38′ ю. ш. 78°50′ з. д. / 33.633333° ю. ш. 78.833333° з. д., Александър Селкирк – 33°45′ ю. ш. 80°47′ з. д. / 33.75° ю. ш. 80.783333° з. д., Сан Амбросио – 26°21′ ю. ш. 79°53′ з. д. / 26.35° ю. ш. 79.883333° з. д. и Сан Феликс 26°17′ ю. ш. 80°08′ з. д. / 26.283333° ю. ш. 80.133333° з. д.) | Чили                                                            |
| 1578 – 1579                       | Френсис Дрейк                                          | Откриване на протока Дрейк, разделящ Южна Америка от Антарктида и югозападната част на Огнена земя. Първо плаване на други европейци, освен испанците покрай западното крайбрежие на Южна Америка | Аржентина, Чили, Перу, Еквадор                                  |
| 1579 – 1580                       | Педро Сарменто де Гамбоа                               | Първо частично картиране на крайбрежието на Чили, Чилийския архипелаг и Магелановия проток. Откриване на остров Мадре де Диос 50°15′ ю. ш. 75°10′ з. д. / 50.25° ю. ш. 75.166667° з. д., Първи, неуспешни опити за колонизация на бреговете на Магелановия проток | Чили                                                            |
| 1584 – 1591                       | Антонио де Берио и Оруня, Антонио Жоржи                | Три похода в басейна на река Ориноко и в западните части на Гвианската планинска земя с цел търсене на легендарната земя „Елдорадо“. Първо сравнително вярно картиране на около 400 км от течението на Ориноко и откриване на десния ѝ приток – река Кучеверо | Венецуела                                                       |
| 1592                              | Джон Дейвис                                            | Откриване на 24 март на Фолклъндските о-ви | Фолклъндските о-ви                                              |
| 1595                              | Уолтър Роли                                            | Изследване делтата на река Ориноко | Венецуела                                                       |
| 1596                              | Антонио Жоржи                                          | Откриване и изследване на 120 км от долното течение на река Карони (десен приток на Ориноко) | Венецуела                                                       |
| 1596 – 1597                       | Леонардо Берри                                         | Откриване и частично картиране реките Есекибо, Ояпоки, Марони и Карантайн | Гвиана, Суринам, Френска Гвиана                                 |
| 1597 – 1606                       | Фернандо де Берио и Оруня                              | Откриване и изследване на целите течения на реките Каура и Карони (десни притоци на Ориноко) и планинските масиви Ла Гран Сабана и Серра Пакарайма в Гвианската планинска земя | Венецуела                                                       |
| края на ХVІ – началото на ХVІІ в. | мисионери-йезуити                                      | Откриване и изследване на горния и част от средния басейн на река Парана. Откриване на двете съставящи я реки – Паранаиба и Риу Гранди и големите ѝ леви притоци Тиете, Паранапанема, Иваи и Пекири и основаване на първа йезуитска мисия (Гуайра) по течението на реката до устието на река Пикири | Бразилия                                                        |
| 1610 – 1635                       | мисионери-йезуити                                      | Изследване басейна на средното течение на река Парана и целия басейн на река Уругвай, в т.ч. двата ѝ големи леви притока Ибикуи и Рио Негро | Аржентина, Парагвай, Бразилия, Уругвай                          |
| началото на ХVІІ в.               | паулисти                                               | Откриване и изследване на най-южните части на Бразилската планинска земя – масива Серрра Жерал, река Жакуи и езерото-лагуна Патус | Бразилия                                                        |
| 1611                              | Хендрик Браувър                                        | Откриване на остров Естадос (на изток от Огнена Земя) | Аржентина                                                       |
| 1613                              | Перу Домингиш                                          | Откриване и проследяване на цялото течение на река Арагуая (2630 км) | Бразилия                                                        |
| 1615 – 1623                       | Франсишку Калдейра, португалски колонисти              | Изследване на делтата на Амазонка, откриване на остров Маражо, река Пара, устието на река Токантинс и основаване град Белен през 1616 | Бразилия                                                        |
| 1616                              | Вилем Схаутен, Якоб Лемер                              | Откриване на протока Лемер и доказване на островното положение на остров Естадос. Откриване на Хорн (29 януари, 55°59′ ю. ш. 67°16′ з. д. / 55.983333° ю. ш. 67.266667° з. д.) | Аржентина, Чили                                                 |
| 1621                              | Диего Флорес Леон                                      | Откриване и изследване на езерото Науел-Уапи (41º ю.ш.) в Аржентина | Аржентина                                                       |
| 1624                              | Жак Ермите                                             | Изследване на южното крайбрежие на Огнена Земя, откриване на залива Насау (55°23′ ю. ш. 67°38′ з. д. / 55.383333° ю. ш. 67.633333° з. д.) и доказване, че нос Хорн (55°59′ ю. ш. 67°16′ з. д. / 55.983333° ю. ш. 67.266667° з. д.) се намира на остров Хорн, най-южния от групата о-ви Ермите | Аржентина, Чили                                                 |
| 1637 – 1639                       | Педру Тейшейра, Бенту Акоща                            | Първо изследване на река Амазонка от делтата ѝ до устието на река Напо и част от долните течения на редица нейни притоци | Бразилия, Перу                                                  |
| 1638                              | мисионери-йезуити                                      | Основаване на първа йезуитска мисия в северозападната част на Амазонската низина | Бразилия                                                        |
| 40-те години на ХVІІ в.           | португалски колонисти                                  | Откриване на долното течение на река Токантинс до 6° ю.ш. и устието на най-големия ѝ ляв приток река Арагуаи | Бразилия                                                        |
| 1649 – 1652                       | Антонио Рапозу Тавариш (1598 – 1658)                   | Проникване на запад от горното течение на река Парагвай и спускане по реките Гуапоре, Маморе и Мадейра до Амазонка. Изкачване по последната и по левия ѝ приток Напо, пресичане на Екваториалните Анди и достигане до Кито. Спускане по Амазонка до Белен и завръщане в Сао Пауло | Бразилия, Боливия, Перу, Еквадор                                |
| 50-те – 70-те години на ХVІІ в.   | испански пътешественици                                | Проникване и опознаване на районите източно от езерото Титикака и откриване на предпланинската област Юнгас и река Бени (лява съставяща на Мадейра) | Боливия                                                         |
| 1655 – 1685                       | мисионери-йезуити                                      | Откриване и опознаване на цялата североизточна част на Бразилия – географската област Каатинга | Бразилия                                                        |
| 1670                              | Джон Нарбъро (1640 – 1688)                             | Изследване и картиране на западната част на Магелановия проток и островите в Южно Чили | Чили                                                            |
| 1670 – 1674                       | Николо Маскарди                                        | Първо изследване на вътрешните райони на Патагония. Проследяване на източните склонове на Андите между 41º и 44º ю.ш. и откриване на езерата Мастерс и Колуе Уапи. Пресичане на Патагония от запад на изток и изследване на цялото ѝ източно крайбрежие | Аржентина                                                       |
| 1672                              | Паскуал Паиш ди Араужу                                 | Откриване и изследване на междуречието Сан Франсиско – Токантинс | Бразилия                                                        |
| 1673                              | Жоау Амару                                             | Откриване и изследване на горното течение на река Токантинс | Бразилия                                                        |
| 1673 – 1674                       | Фернан Диаш Паиш-Леми (1608 – 1681)                    | Първи походи във вътрешността на Бразилската планинска земя. Изкачване по река Параиба на юг, пресичане на хребета Серра да Мантикейра и достигане до река Веляс (десен приток на река Сан Франсиску) | Бразилия                                                        |
| 1675 – 1698                       | бандейранти                                            | Откриване на големи златни находища в днешния щат Минас Жерайс и основаване на градовете Ору Прету и Белу Оризонти (1694) | Бразилия                                                        |
| 1680 – 1724                       | паулисти                                               | Откриване и опознаване на цялата територия на днешен Уругвай, цялото течение на река Уругвай и основаване на град Монтевидео (1724) | Уругвай                                                         |
| 1682 – 1722                       | Бартоломю Буено да Силва (баща и син)                  | Откриване и опознаване на южните части на днешния щат Гояс, горното течение на река Арагуая и откриване и разработване на големи златни нохидища в басейна на река Риу Вермелю (десен приток на Арагуая) | Бразилия                                                        |
| 1685 – 1725                       | Петер Самуел Фриц (1654 – 1725)                        | Изследване на горното и средно течение на Амазонка и издаване на първата карта на реката и на част от долните течения на притоците ѝ (1707) | Бразилия                                                        |
| 1690                              | Джон Стронг                                            | Първо изследване на Фолклъндските о-ви и откриване Фолклъндския проток, разделящ двата големи острова | Фолклъндски о-ви                                                |
| 1698 – 1701                       | Жак дьо Бошен                                          | Първо френско преминаване през Магелановия проток и посещение на Перу и о-вите Галапагос. Установяване на точното положение на нос Хорн (55°59′ ю. ш. 67°16′ з. д. / 55.983333° ю. ш. 67.266667° з. д.) и откриване на остров Бошен (52°56′ ю. ш. 59°12′ з. д. / 52.933333° ю. ш. 59.2° з. д.) на юг от Фолклънските о-ви | Чили, Перу, Фолклъндски о-ви                                    |
| 1713                              | Маркан                                                 | Изследване на Магелановия проток и откриване на протока Барбара, отделящ остров Кларенс на изток от остров Санта Инес на запад | Чили                                                            |
| 1716 – 1723                       | Антонио Пирис Кампус                                   | Опознаване и завоюване на платото Мату Гросу и откриване на възвишението Серра дус Паресис | Бразилия                                                        |
| 1719                              | Паскуал Морейра Кабрал (1654 – 1730)                   | Опознаване на горния басейн на река Куяба (ляв приток на Парагвай) и откриване на златни находища | Бразилия                                                        |
| 1725 – 1756                       | бразилски роботърговци и испански пътешественици       | Окончателно откриване и доказване на бифуркацията на река Ориноко – река Касикияре | Бразилия, Венецуела                                             |
| 1736 – 1743                       | Шарл Мари дьо ла Кондамин, Пиер Буге                   | Извършване на триангулачни измервания в Екваториалните Анди и измерване на триградусова дъга от меридиана. Извършване на необходимите астраномически наблюдения за изчисляване на дължината на 1º от меридиана на ширината на екватора. Спускане по реките Мараньон и Амазонка, като по пътя се извършват астрономически наблюдения и се определят сравнително точно координатите на редица пунктове по течението на реката | Еквадор, Перу, Бразилия                                         |
| 1742                              | Мануел Фелиш Лима                                      | Извършване на първото плаване от Мату Гросу по реките Гуапоре, Маморе, Бени, Мадейра и Амазонка до Белен | Боливия, Бразилия                                               |
| 1749                              | Франсишку Леми                                         | Извършване на първото плаване нагоре по Амазонка и притока ѝ Мадейра и реките от системата ѝ до платото Мату Гросу | Бразилия, Боливия                                               |
| 50-те години на XVIII в.          | Томас Фолкнър                                          | Изследване на река Рио Негро и лявата я съставящя Рио Лимай до езерото Науел Уапи в Северна Патагония, където основава йезуитска мисия | Аржентина                                                       |
| 1764                              | Луи Антоан дьо Бугенвил                                | Изследване на Фолклъндските острови и картографиране на цялото крайбрежие на Източния остров и северното и източно крайбрежие на Западния. Основаване първата френска колония на островите | Фолклъндски о-ви                                                |
| 1774 – 1775                       | Джеймс Кук                                             | Изследване западното и южно крайбрежие на Огнена Земя и откриване на остров Джилбърт (54°57′ ю. ш. 71°14′ з. д. / 54.95° ю. ш. 71.233333° з. д.), залива Кук (55°10′ ю. ш. 70°10′ з. д. / 55.166667° ю. ш. 70.166667° з. д.), протока Кристмас Саунд и Новогодишния залив и Новогодишните о-ви на север от остров Естадос | Чили, Аржентина                                                 |
| последна четвърт на XVIII в.      | Антонио Сантос                                         | Първо пресичане на Гвианската планинска земя, по река Карони (десен приток на Ориноко), през хребета Серра Пакарайма и по река Рио Бранко до река Рио Негро | Венецуела, Бразилия                                             |
| 1779 – 1784                       | Франсиско Виедма, Антонио Виедма                       | Изследване долното течение на река Рио Негро и цялото крайбрежие на Патагония. Основаване на град Кармен де Патагонес. Изкачване по река Санта Крус до изворите ѝ и откриване езерата Лаго Архентино и Виедма (49°25′ ю. ш. 72°30′ з. д. / 49.416667° ю. ш. 72.5° з. д.) | Аржентина                                                       |
| 1781 – 1802                       | Феликс де Асара                                        | Извършване на топографски изследвания в източната част на басейна на долното течение на река Парана и покрай десните брегови райони на Парана и река Парагвай. Първо научно описание на влажната и суха Пампа и Южно Гран Чако, техния климат, растителност и животински свят, Демаркация на границите на Уругвай, Аржентина и Парагвай с Бразилия | Аржентина, Парагвай, Бразилия, Уругвай                          |
| 1790 – 1791                       | Алесандро Маласпина                                    | Детайлни изследвания и картирания на целите тихоокеански крайбрежия на Чили, Перу, Еквадор, Колумбия и о-ви Хуан Фернандес | Чили, Перу, Еквадор, Колумбия                                   |
| 1799 – 1802                       | Александър фон Хумболт, Еме Бонплан                    | Първо научно изследване на бифуркацията на река Ориноко – река Касикияре (1799 – 1800). Пресичане на Колумбия от север на юг и изследване на вулканите в Екваториалните Анди (1801 – 1802). Първи опит за изкачване на вулкана Чимборасо (6272 м) | Венецуела, Колумбия, Еквадор, Перу                              |
| 1810 – 1821                       | Вилхелм Лудвиг фон Ешвеге (1777 – 1855)                | Изследване на геолжкия строеж на провинциите Сао Пауло и Минас Жерайс в Бразилия, главно масива Серра ду Еспинясу между 16º и 21º ю.ш | Бразилия                                                        |
| 1815 – 1817                       | Максимилиан Вийд-Нойвид (1782 – 1867)                  | Зооложки и етнографски изследвания в района на днешния бразилски щат Баия | Бразилия                                                        |
| 1816 – 1822                       | Етиен Жофроа Сент-Илер (1772 – 1844)                   | Естественоисторически изследвания в Източна Бразилия, главно в района на днешния щат Минас Жерайс | Бразилия                                                        |
| 1817 – 1818                       | Йохан фон Спикс, Карл фон Мартиус                      | Изследване на географията, флората и фауната в басейните на реките Сау Франсиску и Парнаиба | Бразилия                                                        |
| 1817 – 1820                       | Йохан Натерер                                          | Пресичане на Бразилската планинска земя от горното течение на река Токантинс през платото Мату Гросу до горното течение на река Мадейра и спускане по нея и по Амазонка до Атлантическия океан | Бразилия                                                        |
| 1817 – 1820                       | Йохан Пол                                              | Меридионално пресичане на Бразилската планинска земя по десния бряг на река Токантинс от 16º до 7º ю.ш. | Бразилия                                                        |
| 1819 – 1820                       | Йохан фон Спикс, Карл фон Мартиус                      | Изследване на рака Амазонка от устието ѝ до устието на десния ѝ приток река Жавари и долните течения на реките Рио Негро (до 1º ю.ш.) и Мадейра | Бразилия                                                        |
| 1821 – 1829                       | Георг Лангсдорф                                        | Първи комплексни физикогеографски изследвания в Базилската планинска земя. Изследване областта около Рио де Жанейро (1822 – 1823) и провинция Минас Жерайс (1824). Спускане по реките Тиете и Парана до устието на десния ѝ приток река Рио Пардо. Изкачване по последната и по десния ѝ приток река Иняндуи, преминаване през хребета Серра ди Маракажу и спускане по река Миранда до река Парагвай. Изкачване на север по Парагвай и по притока ѝ Куяба (ляв) до град Куяба (1826 – 1827). Изкачване до изворите на Парагвай и от там спускане по река Аринус (десен приток на Журуена), по Журуена до Тапажос и по последната до Амазонка, а след това по Амазонка до Белен и от там по море завръщане в Рио де Жанейро (1827 – 1829) | Бразилия                                                        |
| 1822 – 1828                       | Жан Батист Бусенго (1802 – 1887)                       | Първи геоложки, ботанически, климатически и агрохимически изследвания в Северозападните, Екваториалните, Перуанските и Централните Анди, на териториите на новообразуваните страни в Южна Америка – Нова Гренада, Еквадор, Перу и Чили | Венецуела, Колумбия, Еквадор, Перу, Чили                        |
| 1825 – 1839                       | Джоузеф Пентланд                                       | Първи комплексни географски изследвания в Централните Анди. Изследване на флората на Централноандийската Пуна и езерото Титикака и определяне на общото направление и очертание на планинските вериги между 10° ю.ш. и тропика на Козирога | Боливия, Еквадор, Перу, Чили                                    |
| 1826 – 1830                       | Филип Паркър Кинг, Робърт Фицрой                       | Изследване и картиране на бреговете на Патагония, Фолклъндските о-ви, архипелага Огнена Земя и Чилийския архипелаг. Откриване и картиране на протока Бигъл (54°56′ ю. ш. 68°40′ з. д. / 54.933333° ю. ш. 68.666667° з. д., на юг от Огнена Земя). Доказване на полуостровното положение на п-ов Брансуик (53°30′ ю. ш. 71°25′ з. д. / 53.5° ю. ш. 71.416667° з. д.), след откриването на залива Отуей (53°02′ ю. ш. 71°33′ з. д. / 53.033333° ю. ш. 71.55° з. д.), остров Риеско (53°00′ ю. ш. 72°15′ з. д. / 53° ю. ш. 72.25° з. д., на северозапад от залива) и залива Скайринг (52°38′ ю. ш. 72°05′ з. д. / 52.633333° ю. ш. 72.083333° з. д., на северозапад от остров Риеско). Откриване на остров Уелингтън (49°22′ ю. ш. 74°56′ з. д. / 49.366667° ю. ш. 74.933333° з. д.), протоците Уайд (отделящ острова от континента) и Месие (на север от острова) в Чилийския архипелаг. Изследване в залива Пеняс, на 46º 50` ю.ш. на най-северния ледник в Южното полукълбо. Откриване на залива Адвенчър (51°33′ ю. ш. 74°28′ з. д. / 51.55° ю. ш. 74.466667° з. д.) и протока Кинг (44°36′ ю. ш. 74°03′ з. д. / 44.6° ю. ш. 74.05° з. д.), свързващ океана с протока Мораледа                                              | Аржентина, Фолклъндски о-ви, Чили                               |
| 1826 – 1833                       | Алсид Десалин Орбини (1802 – 1857)                     | Първи комплексни географски изследвания в Югоизточна и Южна Бразилия (1826 – 1828), Аржентинската пампа и Северна Патагония (1829) и района на изворната област на реките Бени (лява съставяща на Мадейра) и Рио Пилкомайо (десен приток на Парагвай) в Боливия (1830 – 1833) | Бразилия, Аржентина, Боливия                                    |
| 1827 – 1832                       | Едуард Пьопиг                                          | Първи комплексни географски изследвания в Средно и Южно Чили (1827 – 1829), Перуанските Анди и покрай теченията на реките Уаляга, Мараньон и Амазонка (1829 – 1832) | Чили, Перу, Бразилия                                            |
| 1832 – 1835                       | Робърт Фицрой, Чарлз Дарвин                            | Изследване и картиране на бреговете на естуара Ла Плата, Патагония, Фолклъндските о-ви, архипелага Огнена Земя и тихоокеанското крайбрежие на Южна Америка от Магелановия проток до Каляо в Перу. Изучаване на природата на Уругвай, долното течение на река Парана, Аржентинската Пампа и Североизточна Патагония и о-вите Галапагос | Уругвай, Аржентина, Фолклъндски о-ви, Чили, Перу, Еквадор       |
| 1834 – 1836                       | У. Смит, Ф. Лоу                                        | Първи хидроложки изследвания на реките Уаляга (десен приток на Мараньон), Укаяли и Амазонка с цел установяване на пригодността им за корабоплаване | Перу, Бразилия                                                  |
| 1835 – 1836                       | Фредерик Уилям Бичи                                    | Картиране на част от югозападното крайбрежие на Южна Америка | Чили                                                            |
| 1835 – 1844                       | Робърт Шомбург, Ричард Шомбург                         | Изследване на речните системи на Британска Гвиана, басейна на река Есекибо, заедно с левите ѝ притоци Мазаруни, Потаро и Рупунуни. Откриване на планината Серра Пакарайма, в т.ч. масива Рорайма (най-високата част на Гвианската планинска земя. Откриване на река Урарикуера (дясна съставяща на Риу Бранку) и планината Серра Парима. Спускане по реките Падамо (десен приток на Ориноко), Ориноко, Касикияре и Рио Негро, изкачване по Риу Бранку и завръщане в Гвиана (1835 – 1839). Изследване делтата на Ориноко, на речните системи югоизточно от нея и целия басейн на река Куюни (ляв приток на Есекибо) (1840 – 1841). Изследване и картиране на басейна на река Такуту (лява съставяща на река Риу Бранку) (1842). Изследване на южните части на Британска Гвиана и картиране на цялото течение на река Корантайн, гранична между Британска Гвиана и Суринам. | Гвиана, Венецуела, Бразилия, Суринам                            |
| 1836 – 1837                       | Павел Стшелецки                                        | Изследвания в Югоизточна Бразилия, Уругвай, Аржентина и Средно Чили и в крайбрежните райони на Северно Чили, Перу, Еквадор | Уругвай, Аржентина, Бразилия, Чили, Перу, Еквадор               |
| 1839 – 1840                       | Игнаци Домейко                                         | Изследване на Бреговите Кордилери между 32º и 27º ю.ш. и откриване хребетите Кордилера де Олита и Кордилера де Олива. Проникване от юг в пустинята Атакама | Чили                                                            |
| 1843 – 1847                       | Франсис Кастелно                                       | Двойно пресичане на Южна Америка. Проследяване на цялото течение на рка Арагуая и на река Токантинс до изворите ѝ. Изследване на платото Мату Гросу и точно определяне на извора на река Парагвай (14º ю.ш.). Преминаване през огромни заблатени участъци, степи, савани, непроходими храсталаци и вечнозелине гори и изкачване на платото Алтиплано, преминаване през Перуанските Анди и достигане до Тихия океан при Лима през 1845. От там преминаване през Куско и Андите, достигане до река Урубамба, спускане по нея до 8º ю.ш. и по реките Укаяли и Амазонка достигане до Атлантическия океан през 1847 | Бразилия, Боливия, Перу                                         |
| 1844                              | Игнаци Домейко                                         | Изследване на областта Араукания в Южно Чили | Чили                                                            |
| 1848 – 1858                       | Хенри Уолтър Бейтс, Алфред Ръсел Уолъс                 | Изследване басейна на долното течение на Амазонка (1848 – 1849, двамата съвместно). Изследване долината на Средна и Долна Амазонка, 150 км от долното течение на река Тапажос, около 130 км от долното течение на десния ѝ приток река Кунани, долното течение на река Иса (ляв приток на Амазонка) и самата Амазонка до устието на десния ѝ приток Жандиатуба (3°15′ ю. ш. 69°15′ з. д. / 3.25° ю. ш. 69.25° з. д.) (1850 – 1858, Хенри Уолтър Бейтс, самостоятелно) | Бразилия                                                        |
| 1849 – 1868                       | Карл Фердинанд Апун                                    | Изследване на растителния и животински свят в долината на река Ориноко и западната част на Гвианската планинска земя (1849 – 1859). Изследване флората на Гвиана и близките райони на Северна Бразилия и изследване и описване на по-важните притоци на Амазонка Риу Бранку и Рио Негро и изкачване по Амазонка до границата с Перу (1860 – 1868) | Венецуела, Гвиана, Бразилия                                     |
| 1849 – 1868                       | Еме Писи                                               | Извършване на първи триангулачни измервания в Средно Чили и издаване през 1875 на едромащабна топографска карта на Средно Чили между 27º ю.ш. (река Копяпо) и 38º ю.ш. (река Империал) | Чили                                                            |
| 1850                              | Фаустино Малдонадо                                     | Изследване и картиране на река Инамбари (десен приток на Мадре де Диос, от басейна на Мадейра) и част от теченията на реките Мадре де Диос и Мадейра | Боливия, Бразилия                                               |
| 1850 – 1852                       | Алфред Ръсел Уолъс                                     | Изследване и картиране на река Рио Негро | Бразилия                                                        |
| 1850 – 1869                       | Антонио Раймонди                                       | Топографски картирания на Перуанските Анди и източните им склонове – Ла Монтаня. Картиране на планинската област Анкаш, разположена между река Мараньон и Тихия океан, бреговия хребет Кордилера Негра и река Санта (най-голямата перуанска река, вливаща се в Тихия океан). Откриване на хребета Кордилера Бланка с най-високия перуански връх Уаскаран (6768 м) | Перу                                                            |
| 1853 – 1856                       | Томас Пейдж                                            | Изследване на целия басейн на река Парагвай, долното течение на Парана и множество от десните ѝ притоци – Рио Саладо, Рио Берхемо и Рио Пилкомайо | Парагвай, Бразилия, Аржентина                                   |
| 1853 – 1883                       | Рудолф Амандус Филипи                                  | Комплексни физикогеографски изследвания в Чили – пустинята Атакама (1853 – 1854), южните провинции на Чили, между Валпарайсо и остров Чилое (1858 – 1862), Средно Чили (1878 – 1883) | Чили                                                            |
| 1860 – 1869                       | Уилям Чандлес                                          | Изследване басейна на река Амазонка. 1860 – река Журуена (лява съставяща на Тапажос) и десния ѝ приток река Аринус; 1864 – 1866 – цялото течение на река Пурус, в т.ч. най-големия ѝ десен приток река Акри; 1867 – река Журуа; 1868 – река Кануман (десен приток едновременно на Мадейра и Амазонка, с които образува огромния заблатен остров Тупинамбаранас и притоците ѝ Абакашис, Мауес-Асу и др.; 1869 – река Мадейра и част от долното течение на река Бени | Бразилия, Перу, Боливия                                         |
| 1868 – 1873                       | Чарлз Барингтън Браун                                  | Изследване и описание на цялата речна система на Британска Гвиана и извършване на първите геоложки изследвания в колонията | Гвиана                                                          |
| 1868 – 1878                       | Мориц Алфонс Щюбел, Вилхелм Райс                       | Изследване на високопланинските вулкански райони на Южна Колумбия и Еквадор (1868 – 1874). Изследване на средните участъци на Източните Кордилери и Централните Кордилери (между реките Каука на запад и Магдалена на изток) в Колумбия. Изследване на вулканите вСеверен Еквадор и изкачване на вулканите Чимборасо и Котопахи. Пресичане на Перуанските Анди и по реките Майо, Уаляга, Мараньон и Амазонка спускане до Белен (1874 – 1876). Самостоятелно пресичане на Южна Америка от Мориц Алфонс Щюбел от Буенос Айрес до Сантяго де Чиле. От там на север до оазиса Такна (в най-южната част на Перу), изкачване в Централноандийската Пуна и изследване на вулканите в хребета Кордилера Реал, простиращ се на югоизток от езерото Титикака и масива Илямпу (1876 – 1878) | Колумбия, Еквадор, Перу, Бразилия, Аржентина, Чили, Боливия     |
| 1868 – 1884                       | Джеймс Уелс                                            | Изследване басейна на река Сан Франсиску и вододела между нея и реките Токантинс и Паранаиба. Изследване басейна на река Риу Гранди (най-голям ляв приток на Сан Франсиску). Изкачване по река Риу Прету (ляв приток на Риу Гранди) и от горното ѝ течение – река Сапан преминаване до река Сону (десен приток на Токантинс). На 7º ю.ш. изследване на вододела между долните десни притоци на Токантинс и река Гражау (ляв приток на Меарин). По Гражау и Меарин спускане до Атлантическия океан | Бразилия                                                        |
| 1869 – 1870                       | Джордж Мъстърс                                         | Меридионално пресичане на Патагония от Магелановия проток до река Рио Негро. От Пунта Аренас достигане до устието на Санта Крус покрай югоизточното крайбрежие на континента, изкачване по река Рио Чико (Южна) до устието на Рио Белграно и достигане до езерото Науел Уапи (40º 40` ю.ш., от което изтича река Рио Лимай, от басейна на Рио Негро). Спускане по Рио Лимай и Рио Негро и достигане на Атлантическия океан при Кармен де Патагонес | Аржентина                                                       |
| 1870 – 1872                       | Хенри Симпсън                                          | Картиране на архипелага Чонос и п-ов Тайтао (46°15′ ю. ш. 75°10′ з. д. / 46.25° ю. ш. 75.166667° з. д.), в т.ч. протока Мораледа и южната част на залива Елефантес (46°00′ ю. ш. 74°00′ з. д. / 46° ю. ш. 74° з. д.), отделящ п-ов Тайтао и архипелага Чонос от континента | Чили                                                            |
| 1871 – 1872                       | Карл Фердинанд Апун                                    | Изследване на река Мазаруни (ляв приток на Есекибо) | Гвиана                                                          |
| 70-те години на ХІХ в.            | Е. К. Мартин                                           | Изследване на чилийското крайбрежие на юг от 40º ю.ш., в т.ч. остров Чилое, архипелага Чонос и малките острови, пръснати в заливите Корковадо и Анкуд | Чили                                                            |
| 70-те години на ХІХ в.            | Еме Писи                                               | Комплексни физикогеографски изследвания на пустинята Атакама | Чили                                                            |
| 1872                              | Пиер Монтолие                                          | Хидрографски изследвания на река Инирида и устията на реките Гуавяре и Атабапо, вливащи се заедно с Инирида в Ориноко | Колумбия, Венецуела                                             |
| 1873 – 1877                       | Франсиско Морено, Карлос Мояно                         | Изследване на долното течение на река Рио Негро в Патагония (1873). Изследване на над 1200 км от крайбрежието на Патагония от устието на Рио Негро до устието на река Санта Крус и пресичане на долните течения на реките Чубут, Рио Десеадо и Рио Чико (Южна) (1874). Последователно пресичане на Влажната (източна) и Сухата (западна) Пампа от Буенос Айрес на югозапад. Изследване на Северна Патагония в горния басейн на Рио Негро. Изкачване по река Рио Лимай (дясна съставяща на Рио Негро) до изворите ѝ – езерото Науел Уапи (41°05′ ю. ш. 71°20′ з. д. / 41.083333° ю. ш. 71.333333° з. д.), изследване на част от Патагонските Анди в района на горното течение на Рио Лимай (39º 32` – 42º ю.ш.), откриване на редица езера, в т.ч. езерото Уечулафкен (подхранващо Рио Лимай) и откриване, че някои от тях имат отток към Тихия океан чрез реките Калие-Калие и Пуело (1875). Изследване на Патагония от долното течение на река Чубут на юг до устието на река Санта Крус (1876, заедно с Карлос Мария Мояно). Откриване на езерото Архентино (50°15′ ю. ш. 72°30′ з. д. / 50.25° ю. ш. 72.5° з. д.), вливащата се в него река Леона и езерото Сан Мартин, оттичащо се в Тихия океан – в Бейкър фиорд (1877) | Аржентина                                                       |
| 1875 – 1876                       | Джордж Чърч                                            | Изследване на река Мадре де Диос до устието на десния ѝ приток река Инамбари | Боливия                                                         |
| 1875 – 1880                       | Луис Хорхе Фонтана                                     | Топографско картиране на южната част на Гран Чако и съставяне на точна карта на целия басейн на река Рио Берхемо | Аржентина                                                       |
| 1876                              | Ивар                                                   | Откриване на възвишенията Месета Латоре и Месета Вискачас в най-южната част на Патагония | Аржентина, Чили                                                 |
| 1877                              | Дж. Дарнфорд                                           | Вторично откриване и картиране на езерата Мастерс (Мустерс, 45°24′ ю. ш. 69°11′ з. д. / 45.4° ю. ш. 69.183333° з. д.) и Колуе-Уапи (45°30′ ю. ш. 68°46′ з. д. / 45.5° ю. ш. 68.766667° з. д.) | Аржентина                                                       |
| 1877 – 1879                       | Г. П. Х. Цимерман, В. Л. Лот                           | Изследване на реките в Холандска Гвиана, в т.ч. трите най-големи Суринам, Сарамака и Копенаме | Суринам                                                         |
| 1877 – 1882                       | Жул Никола Крево                                       | Картиране на цялото течение на река Марони (гранична между Суринам и Френска Гвиана) и откриване в източната част на Гвианската планинска земя на хребета Серра Тумукумаки и река Жари, стичаща се на югоизток от него и вливаща се от север в Амазонка (1877). Изследване на река Ояпок (гранична между Френска Гвиана и бразилския щат Амапа) и откриване на река Пару (извираща от хребета Серра Тумукумаки, ляв приток на Амазонка) (1878 – 1879). Изследване и картиране на целите течения на реките Путумайо (Иса) и Какета (Жапура), леви притоци на Амазонка (1879). Картиране на река Магдалена и реките Гуавяре, Инирида и Атабапо (последните три леви притоци на Ориноко) (1880 – 1881). Картиране на Гран Чако (1882) | Суринам, Френска Гвиана, Бразилия, Колумбия, Боливия, Аржентина |
| 1877 – 1882                       | Евърард Им Търн                                        | Етнографски и ботанически изследвания по долините на реките Мазаруни и Куюни от басейна на река Есекибо в Британска Гвиана. Първо изкачване на връх Рорайма | Гвиана, Венецуела                                               |
| 1878                              | Джордж Нерс                                            | Картиране на части от южното крайбрежие на Чили и Патагония и провеждане хидрографски изследвания в Магелановия проток | Чили, Аржентина                                                 |
| 1878 – 1880                       | Ф. Ф. Саймънс                                          | Картиране на масива Сиера Невада де Санта Марта | Колумбия                                                        |
| 1878 – 1887                       | Карлос Мояно                                           | Проследяване и картиране на долното течение на река Сенгер, вливаща се от юг в езерото Мастерс, а при пълноводие и в езерото Колуе-Уапи (1878). Меридионално пресичане на Патагония от север на юг (1879). Изкачване по река Рио Чико (Южна) до извора ѝ и откриване на горното течение на река Рио Десеадо, извираща от масива Сабальос и езерото Буенос Айрес (46°25′ ю. ш. 72°00′ з. д. / 46.416667° ю. ш. 72° з. д.), оттичащо се чрез река Бейкър в залива Бейкър на Тихия океан. Изследване на горния басейн на река Сенгер, събираща водите си по източните склонове на Патагонските Анди между 44º и 46º ю.ш., спускане по Сенгер до езерата Мастерс и Колуе-Уапи и по реките Рио Чико (Северна) и Чубут достигане до океана (1880 – 1881). Изследване на Патагонските Анди и създаване на няколко нови аржентински селища в района – Пуерто Санта Крус, Рио Галегос и Пуерто Десеадо (1883 – 1884). Изследване на остров Огнена земя и основаване най-южния град на света Ушуая (1886 – 1887) | Аржентина, Чили                                                 |
| 1879 – 1880                       | Франсиско Морено                                       | Пресичане от изток на запад Централна Патагония по 44º ю.ш. до източните склонове на Патагонските Анди и изследване на предпланинския район до 39º ю.ш. | Аржентина                                                       |
| 1880 – 1881                       | Едвин Хит (неизв.-1932)                                | Изследване на река Бени, лявата я съставяща – река Боопи до Ла Пас, левия приток на Бени – река Мадиди и картиране на река Хит (десен приток на Мадре де Диос), явяваща се гранична между Боливия и Перу | Боливия, Перу                                                   |
| 1880 – 1882                       | венецуелско-бразилска погранична комисия               | Демаркация на границата между Венецуела и Бразилия и изследване на планината Серра Пакарайма и басейните на реките стечащи се на юг от нея – Урарикаа, Суруму, Котингу и др. (всички от басейна на Риу Бранку) | Венецуела, Бразилия                                             |
| 80-те години на ХІХ в.            | Теодорф Волф (1841 – 1924)                             | Топографски картирания на големи участъци от западната и централната част на Еквадор | Еквадор                                                         |
| 1882 – 1883                       | Паул Гюсфелд                                           | Покоряване на няколко върха в Андите на територията на Чили и Боливия и опит за изкачване на най-високия връх на континента Аконкагуа, достигане до 6400 м, на 570 от върха. | Чили, Боливия, Аржентина                                        |
| 1882 – 1884                       | Алфред Хетнер                                          | Изследване на централните части на Източните Кордилери в Колумбия с дължина над 400 км, между 4º 38` – 8º с.ш. | Колумбия                                                        |
| 1882 – 1895                       | Франсиско Морено                                       | Картиране на източните склонове на Чилийско-Аржентинските Анди между 23º и 34º ю.ш., от границата с Боливия до Магелановия проток | Аржентина                                                       |
| 1883 – 1885                       | Анри Кудро                                             | Изследване на югоизточната част на Гвианската планинска земя, хребета Серра Акари от река Риу Бранку до горното течение на река Тромбетас и откриване няколко нейни десни притока, в т.ч. река Кафуини | Бразилия                                                        |
| 1884                              | Ф. Ф. Саймънс                                          | Картиране на полуостров Гуахира | Колумбия, Венецуела                                             |
| 1884                              | Евърард Им Търн                                        | Първо изкачване на връх Рорайма (най-високата точка на Гвианската планинска земя | Гвиана, Венецуела                                               |
| 1884                              | Карл фон ден Щайнен                                    | Астрономически и триангулачни измервания в Аржентина | Аржентина                                                       |
| 1884 – 1886                       | Вилхелм Сиверс                                         | Изследване на хребетите Кордилера де Мерида и Сиера де Периха в Западна Венецуела и Сиера Невада де Санта Марта в Колумбия | Колумбия, Венецуела                                             |
| 1884 – 1891                       | Жан Шафанжон (1854 – 1913)                             | Изследване на централната част на Гвианската планинска земя и горното течение на река Каура, най-голям десен приток на Ориноко. Откриване извора на река Падамо (десен приток на Ориноко) | Венецуела                                                       |
| 1886 – 1888                       | Луис Хорхе Фонтана                                     | Изследване на река Чубут в Средна Патагония, на 44º 44` ю.ш. откриване езерото Фонтана и по река Сенгер (изтичаща от него) спускане до Атлантическия океан. Подробно картиране на езерата Колуе-Уапи (45°30′ ю. ш. 68°50′ з. д. / 45.5° ю. ш. 68.833333° з. д.) и Мастерс (45°25′ ю. ш. 69°10′ з. д. / 45.416667° ю. ш. 69.166667° з. д.) (1886). Откриване на езерото Хенерал-Пас и двете реки Палена, изтичащи от него в западна и източна посока и вливащи се съответно в Тихия и Атлантическия океан | Аржентина, Чили                                                 |
| 1886 – 1888                       | Карл фон ден Щайнен                                    | Първо изследване на река Шингу, от горното ѝ течение – река Тамитатуала (Батови, открита от него), до устието ѝ и откриване притоците на Шингу – реките Ронуру (ляв) и Кулуени (десен) (1886). Изследване на горното течение на Шингу и източната съставяща я река Кулезеу-Кулуени (1887 – 1888) | Бразилия                                                        |
| 1886 – 1888                       | Жулиус Попер                                           | Геоложки изследвания в Патагония и Огнена Земя | Аржентина, Чили                                                 |
| 1888 – 1890                       | Алфред Хетнер                                          | Изследване на Перуанските и Централните Анди, езерото Титикака и на югоизток от него Кордилера Реал | Перу, Боливия                                                   |
| 1889                              | Анри Кудро                                             | Изследване на цялото течение на река Тромбетас | Бразилия                                                        |
| 1891 – 1893                       | Вилхелм Сиверс                                         | Изследване на Карибските Анди във Венецуела | Венецуела                                                       |
| 1892 – 1894                       | Хосе Мануел Пандо                                      | Топографски заснемания в горния басейн на река Мадре де Диос и детайлно картиране и изследване на десните ѝ притоци реките Инамбари и Тампобата (1892). Изследване и картиране на реките Акри (десен приток на Пурус) и Пурус (десен приток на Амазонка) (1893). Изследване и картиране на част от теченията на реките Журуа и Жавари, десни притоци на Амазонка (1894) | Боливия, Бразилия, Перу                                         |
| 1893 – 1899                       | Ханс Щефен                                             | Изследване на река Палена (44º ю.ш.), като открива двете реки, от които води началото си, и че северният ѝ приток извира от аржентинска територия на изток от езерото Хенерал-Пас (1893 – 1894). Изследване на долината на река Пуело (42º ю.ш.) (1894 – 1895). Изследване на реките Айсън-Симпсън (вливаща се от юг, на 45º 30` ю.ш. в протока Мораледа) и Сиснес (вливаща се в протока Пуюгуапи, между континента на изток и остров Магдалена на запад) и откриване, че двете реки водят началото си от аржентинска територия (1896 – 1898). Изследване на масива Сан Валентин (46º30`ю.ш.) и проследяване на югоизток от него на река Бейкър, вливаща се на 48º ю.ш. Установяване, че реката е най-голяма в Южно Чили, и че северният ѝ извор е езерото Буенос Айрес, а южният – езерото Пуейредон (Кокрен). Изследване на масива Сан Лоренсо (на юг от езерото Пуейредон) (1898 – 1899) | Чили, Аржентина                                                 |
| 1895 – 1896, 1898 – 1899          | Херман Мейер                                           | Изследване на лявата съставяща река на Шингу (десен приток на Амазонка) – река Ронуру и откриване на левия ѝ приток река Фирму (Щайнен) | Бразилия                                                        |
| 1895 – 1897                       | Ото Норденшелд                                         | Комплексни физикогеографски изследвания в Патагония и Огнена земя | Аржентина, Чили                                                 |
| 1895 – 1899                       | Анри Кудро                                             | Изследване на река Тапажос (десен приток на Амазонка) до съставяшите я реки Журуена и Телис-Пирис (Сан Мануел) и по Журуена до водопада Аугусту (1895 – 1896). Изследване на река Шингу (десен приток на Амазонка) до 8º 38` ю.ш. (1896). Изследване на река Токантинс (десен приток на Амазонка) и левия ѝ приток Арагуая (1896 – 1897). Изследване на междуречието на реките Арагуая и Шингу (1898). Изследване на река Нямунда (ляв приток на Амазонка) и басейна на река Тромбетас (1899) | Бразилия                                                        |
| 1897                              | Хосе Мануел Пандо                                      | Изследвания и картирания в горния басейн на река Мадре де Диос | Боливия                                                         |
| 1898                              | Уилям Конуей                                           | Изследване на хребета Кордилиера Реал, простиращ се на югоизток от езерото Титикака в Боливия и първо изкачване на връх Илимани (6438 м). Първи опит за покоряване на връх Аконкагуа и проучвания в архипелага Огнена Земя | Боливия, Чили, Аржентина                                        |
| 1902                              | Уилям Колбек (1871 – 1930)                             | Откриване на остров Скот (55°14′ ю. ш. 67°56′ з. д. / 55.233333° ю. ш. 67.933333° з. д.), южно от остров Огнена Земя | Боливия                                                         |
| 1903                              | Ханс Мейер                                             | Покоряване на вулканите Чимборасо (6262 м), Котопахи (5897 м) и Антисана (5704 м) | Еквадор                                                         |
| 1903 – 1904                       | Алфонс Хердерсхе                                       | Топографски картирания на части от Суринам | Суринам                                                         |
| 1906 – 1925                       | Пърси Фосет                                            | Триангулачни и топографски дейности свързани с демаркацията на Боливия с Бразилия, Парагвай и Перу (1906 – 1910). Три експедиции в района на платото Мату Гросу (1911 – 1925) | Боливия, Бразилия, Парагвай, Перу                               |
| 1907 – 1909                       | Кандидо Рондон                                         | Изследване на областта на 650 км на северозапад от град Куяба, в т.ч. възвишението Серра дус Паресис и първо картиране на горния басейн на река Журуена (1907). Изследване на територията между горните течения на реките Журуена и Арипуанан и определяне на вододела между басейните на реките Тапажос и Мадейра – възвишението Серра ду Норти (1908). Изследване на областта между реките Арипуанан на изток и Мадейра на запад (1909) | Бразилия                                                        |
| 1907 – 1917                       | Александър Райс                                        | Изследване и картиране над 1,3 млн. км2 от басейна на Амазонка – целия басейна на река Рио Негро (ляв приток на Амазонка), в т.ч. реките Ваупес (1907 – 1909) и Исана (1912 – 1913), десни притоци на Рио Негро | Бразилия                                                        |
| 1909                              | Вилхелм Сиверс                                         | Изследване на Кордилерите в Перу и Еквадор | Перу, Еквадор                                                   |
| 1914                              | Кандидо Рондон                                         | Изследване на горния басейн на Мадейра и откриване на река Теодор Рузвелт (ляв приток на Арипуанан), река Жипарана (десен приток на Мадейра) и редица други десни притоци на Мадейра | Бразилия                                                        |
| 1919 – 1920                       | Александър Райс                                        | Картиране на цялите течения на реките Рио Негро и Касикияре. Първи безуспешен опит за достигне до изворите на Ориноко | Бразилия, Венецуела                                             |
| 1924 – 1925                       | Александър Райс                                        | Изследване и картиране на целия басейн на река Риу Бранку (ляв приток на Рио Негро), в т.ч. река Урарикуера (десен приток на Риу Бранку) и картиране на южния хребет на Гвианската планинска земя – Серра Парима. Първо използване на самолет за извършване на аерофотозаснемане на големи участъци от басейна Амазонка, като направените аерофотоснимки стават база за картиране на региона | Бразилия                                                        |
| 1928                              | Джордж Дайът                                           | Пресичане по 10º ю.ш. централната част на Бразилия до река Шингу и спускане по нея до Амазонка. Съставяне на карта на басейна на Шингу, в т.ч. на притоците ѝ – Риу Фреску и Пакажа-Гранди (десни) и Ирири (ляв) | Бразилия                                                        |
| 1933                              | Джеймс Ейнджъл                                         | Откриване на 18 ноември на най-високия водопад в света, наречен на негово име – Анхел | Венецуела                                                       |
| 1951                              | Франсиско Рискес                                       | Откриване извора на река Ориноко на 2°30′ с. ш. 63°30′ з. д. / 2.5° с. ш. 63.5° з. д. | Венецуела                                                       |